# العلاقات الكوستاريكية الليبية
العلاقات الكوستاريكية الليبية هي العلاقات الثنائية التي تجمع بين كوستاريكا وليبيا.

## مقارنة بين البلدين
هذه مقارنة عامة ومرجعية للدولتين:
| وجه المقارنة                                              | كوستاريكا                                 | ليبيا                                       |
| --------------------------------------------------------- | ----------------------------------------- | ------------------------------------------- |
| المساحة (كم2)                                             | 51.10 ألف                                 | 1.76 مليون                                  |
| عدد السكان (نسمة)                                         | 4.91 مليون                                | 6.37 مليون                                  |
| الكثافة السكانية (ن./كم²)                                 | 96.09                                     | 3.62                                        |
| العاصمة                                                   | سان خوسيه                                 | طرابلس                                      |
| اللغة الرسمية                                             | اللغة الإسبانية                           | اللغة العربية، اللغة العربية الفصحى الحديثة |
| العملة                                                    | كولون كوستاريكي                           | دينار ليبي                                  |
| الناتج المحلي الإجمالي (بليون دولار)                      | 57.06 مليار                               | 50.98 مليار                                 |
| الناتج المحلي الإجمالي (تعادل القوة الشرائية) بليون دولار | 74.98 مليار                               | 69.32 مليار                                 |
| الناتج المحلي الإجمالي الاسمي للفرد دولار أمريكي          | 11.26 ألف                                 |                                             |
| الناتج المحلي الإجمالي للفرد دولار أمريكي                 | 14.92 ألف                                 | 15.60 ألف                                   |
| مؤشر التنمية البشرية                                      | 0.766                                     | 0.724                                       |
| رمز المكالمات الدولي                                      | +506                                      | +218                                        |
| رمز الإنترنت                                              | .cr، قائمة نطاقات المستوى الأعلى للإنترنت | .ly                                         |
| المنطقة الزمنية                                           | 00                                        | ت ع م+02:00، توقيت شرق أوروبا               |

## منظمات دولية مشتركة
يشترك البلدان في عضوية مجموعة من المنظمات الدولية، منها:
| علم المنظمة | اسم المنظمة                        | تاريخ انضمام كوستاريكا | تاريخ انضمام ليبيا |
| ----------- | ---------------------------------- | ---------------------- | ------------------ |
|             | الاتحاد الدولي للاتصالات           | 13 سبتمبر 1932         | 3 فبراير 1953      |
|             | مؤسسة التنمية الدولية              | 30 يونيو 1961          | 1 أغسطس 1961       |
|             | منظمة حظر الأسلحة الكيميائية       | ?                      | ?                  |
|             | يونسكو                             | 19 مايو 1950           | 27 يونيو 1953      |
|             | الأمم المتحدة                      | 2 نوفمبر 1945          | 14 ديسمبر 1955     |
|             | وكالة ضمان الاستثمار متعدد الأطراف | 8 فبراير 1994          | 5 أبريل 1993       |
|             | البنك الدولي للإنشاء والتعمير      | 8 يناير 1946           | 17 سبتمبر 1958     |
|             | الاتحاد البريدي العالمي            | ?                      | ?                  |
|             | مؤسسة التمويل الدولية              | 20 يوليو 1956          | 18 سبتمبر 1958     |
|             | منظمة الشرطة الجنائية الدولية      | ?                      | ?                  |

## وصلات خارجية
- موقع وزارة الخارجية الكوستاريكية
- موقع وزارة الخارجية الليبية